# Orono (Minnesota)
Orono è una città degli Stati Uniti d'America, situata in Minnesota, nella Contea di Hennepin.